# Amboroa
Amboroa là một chi thực vật có hoa trong họ Cúc (Asteraceae).

## Loài
Chi Amboroa gồm các loài: